# Pampaneira
Pampaneira é um município da Espanha na província de Granada, comunidade autónoma da Andaluzia, de área 18 km² com população de 322 habitantes (2007) e densidade populacional de 18,77 hab/km².
Esta aldeia alpujarrenha manteve o seu aspecto berbere, com os seus telhados de placas de ardósia e launa e as suas casas caiadas e adaptadas ao desnível do terreno. Pampaneira, conjunto histórico artístico junto a Bubión e Capileira, situa-se em plena ravina de Poqueira, próximo dos cumes do Mulhacén e de Veleta. Grande parte do seu término municipal pertence ao parque natural de Sierra Nevada. 
Faz parte da rede de aldeias mais bonitas de Espanha.

## Demografia
| Variação demográfica do município entre 1991 e 2004 | Variação demográfica do município entre 1991 e 2004 | Variação demográfica do município entre 1991 e 2004 | Variação demográfica do município entre 1991 e 2004 |
| --------------------------------------------------- | --------------------------------------------------- | --------------------------------------------------- | --------------------------------------------------- |
| 1991                                                | 1996                                                | 2001                                                | 2004                                                |
| 326                                                 | 335                                                 | 295                                                 | 327                                                 |